# 36e cérémonie des London Film Critics Circle Awards
La 36e cérémonie des London Film Critics Circle Awards (LFCC Awards), décernés par le London Film Critics Circle, a eu lieu le 17 février 2016, et a récompensé les films réalisés en 2015.

## Palmarès

### Film de l'année
- Mad Max: Fury Road

### Film britannique de l'année
- 45 ans (45 years)

### Réalisateur de l'année
- George Miller pour Mad Max: Fury Road

### Nouveau réalisateur britannique
- John Maclean pour Slow West

### Acteur de l'année
- Tom Courtenay pour son rôle dans 45 ans

### Acteur britannique de l'année
- Tom Hardy pour ses rôles dans Legend, London Road, Mad Max: Fury Road et The Revenant

### Actrice de l'année
- Charlotte Rampling pour son rôle dans 45 ans

### Actrice britannique de l'année
- Saoirse Ronan pour ses rôles dans Brooklyn et Lost River

### Acteur de l'année dans un second rôle
- Mark Rylance pour son rôle dans Le Pont des espions (Bridge of Spies)

### Actrice de l'année dans un second rôle
- Kate Winslet pour son rôle dans Steve Jobs

### Jeune acteur britannique de l'année
- Maisie Williams pour son rôle dans The Falling

### Scénariste de l'année
- Tom McCarthy et Josh Singer pour Spotlight

### Meilleure réalisation technique de l'année
- Carol – Edward Lachman (photographie)
  - Mission impossible : Rogue Nation (Mission: Impossible – Rogue Nation) – Wade Eastwood (cascades)

### Film en langue étrangère de l'année
- The Look of Silence  Danemark

### Film documentaire de l'année
- Amy

### Court métrage britannique de l'année
- Benjamin Cleary pour Stutterer

### Dilys Powell Award
- Kenneth Branagh